# Sân bay quốc tế San Diego

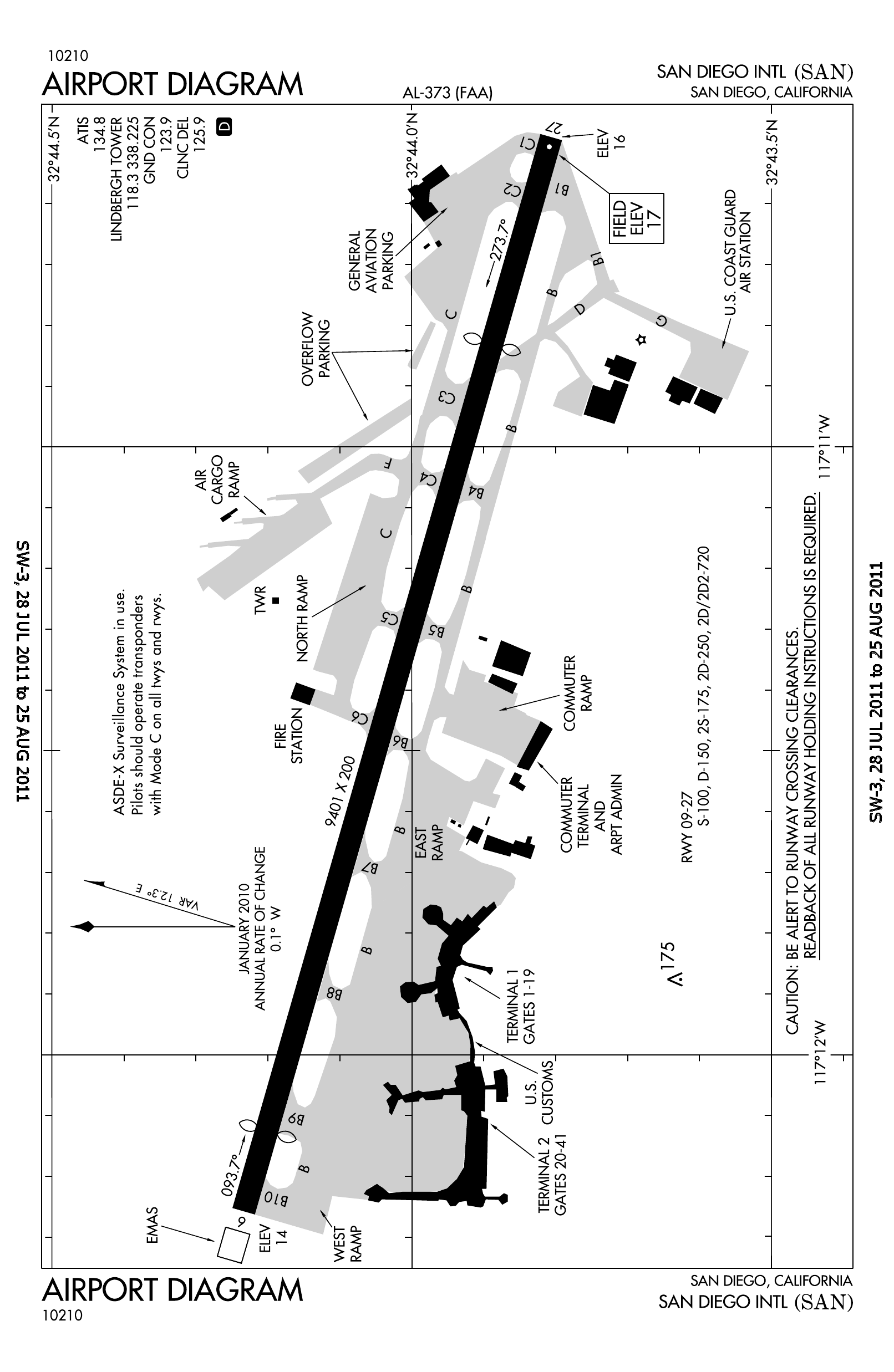
Sơ đồ FAA về Sân bay quốc tế San Diego

Sân bay quốc tế San Diego (IATA: SAN, ICAO: KSAN, LID FAA: SAN), đôi khi được gọi là Sân bay Lindbergh, là một sân bay công cộng nằm 3 dặm (4,8 km) về phía tây bắc của khu kinh doanh trung tâm của San Diego, tiểu bang California và có cự ly 32 km so với biên giới Mexico - Hoa Kỳ tại Tijuana, Mexico. Nó được điều hành bởi Cảng vụ Hàng không quận San Diego
.
Sân bay quốc tế San Diego là sân bay quốc tế đơn đường băng sân bay bận rộn nhất dịch vụ thương mại tại Hoa Kỳ, và thứ hai trên thế giới sau Gatwick London, với khoảng 600 chuyến khởi hành và khách chở 50.000 lượt hành khách mỗi ngày, và tổng số 18.300.000 lượt khách trong năm 2007. San Diego là các khu vực đô thị lớn nhất của Hoa Kỳ mà không phục vụ như là một trung tâm hay trung tâm trung cho các hãng hàng không nào, tuy nhiên sân bay là một thành phố tập trung cho hãng hàng không Southwest Airlines, đơn vị khai thác lớn nhất tại sân bay.
Năm hãng hàng không hàng đầu về thị phần trong năm 2010 là Southwest Airlines (38,45%), United Airlines (17,05%), Delta Air Lines (10,73%), American Airlines (8,8%) và US Airways (5,94%). 

## Hãng hàng không và tuyến bay
| Hãng hàng không                                | Các điểm đến | Terminal |
| ---------------------------------------------- | --- | -------- |
| Air Canada                                     | Toronto-Pearson, Vancouver | 2        |
| Alaska Airlines                                | Kahului, Portland (OR), San Jose Del Cabo, Seattle/Tacoma Theo mùa: Puerto Vallarta | 1        |
| Allegiant Air                                  | Bellingham | 2        |
| American Airlines                              | Chicago-O'Hare, Dallas/Fort Worth, New York-JFK | 2        |
| American Eagle                                 | Los Angeles | Commuter |
| British Airways                                | London-Heathrow | 2        |
| Continental Airlines                           | Houston-Intercontinental, Newark Theo mùa: Cleveland | 2        |
| Delta Air Lines                                | Atlanta, Detroit, Minneapolis/St. Paul, New York-JFK, Salt Lake City Theo mùa: Cincinnati/Northern Kentucky | 2        |
| Delta Connection cung ứng bởi SkyWest Airlines | Los Angeles | Commuter |
| Delta Connection cung ứng bởi SkyWest Airlines | Salt Lake City | 2        |
| Frontier Airlines                              | Denver Theo mùa: Milwaukee, Omaha | 2        |
| Hawaiian Airlines                              | Honolulu | 2        |
| JetBlue Airways                                | Boston, New York-JFK | 2        |
| Southwest Airlines                             | Albuquerque, Austin, Baltimore, Chicago-Midway, Denver, El Paso, Houston-Hobby, Kansas City, Las Vegas, Nashville, Oakland, Phoenix, Reno/Tahoe, Sacramento, St. Louis, San Antonio, San Francisco, San Jose (CA), Tucson | 1        |
| Sun Country Airlines                           | Minneapolis/St. Paul | 2        |
| United Airlines                                | Chicago-O'Hare, Denver, San Francisco, Washington-Dulles | 1        |
| United Express cung ứng bởi SkyWest Airlines   | Los Angeles | Commuter |
| United Express cung ứng bởi SkyWest Airlines   | San Francisco, Denver | 1        |
| US Airways                                     | Charlotte, Philadelphia, Phoenix | 2        |
| US Airways Express cung ứng bởi Mesa Airlines  | Phoenix | 2        |
| Virgin America                                 | San Francisco | 2        |
| Volaris                                        | Guadalajara, Mexico City [both begin July 15] | 2        |
| WestJet                                        | Calgary | 2        |